# Melocactus azureus
Melocactus azureus är en kaktusväxtart som beskrevs av Albert Frederik Hendrik Buining och Brederoo. Melocactus azureus ingår i släktet Melocactus och familjen kaktusväxter. Inga underarter finns listade i Catalogue of Life.

## Bildgalleri

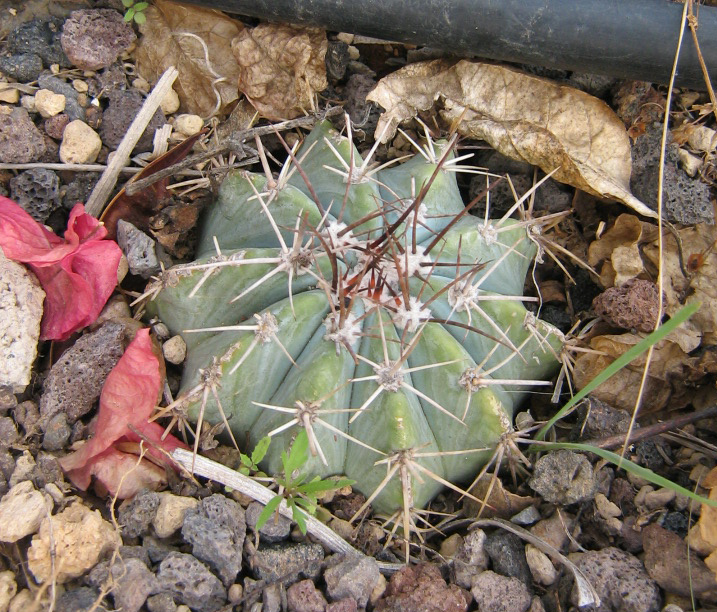